# Représentation de la Passion à Škofja Loka
La représentation de la Passion à Škofja Loka, en Slovénie, est un spectacle qui inclut des processions et qui a lieu tous les six ans.  C'est l'adaptation d'un texte de Romuald Marušič (sl), plus ancienne pièce en langue slovène. En 2016, l'UNESCO intègre cet art du spectacle dans la liste représentative du patrimoine culturel immatériel de l'humanité. 

## Histoire et pratique
Le spectacle de la Passion de Škofja Loka se déroule à Pâques et pendant le carême dans le quartier médiéval de la ville, à plusieurs endroits. Sont représentés des tableaux bibliques, notamment le chemin de croix, par des acteurs (au nombre de neuf cents environ). D'autres bénévoles, environ quatre cents, préparent la représentation. La complexité de la mise en scène est cause que la pièce n'est jouée que tous les six ans (une représentation est prévue en 2026). 
Les acteurs portent des costumes médiévaux ou bibliques. La mise en scène est une adaptation d'un texte de Romuald Marušič, homme d'Eglise, écrit en 1721, en langue slovène. Il s'agit de la première pièce de théâtre dans cette langue, elle est de nos jours interprétée en langue de l'époque. Le texte, considéré comme seul livre entièrement conservé en Europe qui contient des indications pour mettre en scène la Passion, se compose de 869 versets et de plusieurs scènes comme l'Ecce Homo. Le spectacle a une portée allégorique. 

## Préservation et reconnaissance
En 2016, l'UNESCO ajoute ce spectacle à la liste représentative du patrimoine culturel immatériel de l'humanité, sous l'intitulé   La représentation de la Passion à Škofja Loka. La transmission est intergénérationnelle et a lieu dans les familles, parmi les artisans et dans les écoles locales. D'après la description officielle de l'UNESCO, cet art du spectacle est facteur d'identité culturelle et de cohésion.